# Château de Charmeil (Charmeil)
Le château de Charmeil est situé à Charmeil, en France.

## Localisation
Le château est situé sur la commune de Charmeil, dans le département de l'Allier, en région Auvergne-Rhône-Alpes. 

## Description
Le château de Charmeil est entouré d'un parc très ombragé, la façade est éclairée, sur les deux niveaux, de nombreuses fenêtres. Il est doté d’un perron permettant, par un escalier en fer à cheval, l’accès à la porte d'entrée. En 1818, la toiture fut transformée. Les mansardes sont supprimées ainsi que la ceinture de frise qui ornait la façade. 

## Historique
Le château de Charmeil a été, au XVIIe siècle, la propriété de la famille Douet dont Gabriel était gouverneur pour le roi en la ville de Vichy, et seigneur de Saint-Germain, du Chambon. Restauré une première fois en 1770,.
Le château fut la résidence d'été du maréchal Pétain en 1943 et 1944. Il y reçut deux fois le Generalfeldmarschall Gerd von Rundstedt, commandant des troupes à l'Ouest en juillet et août 1943, les Allemands voulant s'assurer d'une attitude neutre du régime de Vichy dans le cas d'un probable débarquement allié. Une rencontre secrète entre Pierre Laval et le ministre conseiller d'ambassade allemand Rudolf Rahn s'y déroula également en août 1942.
Il est recensé à l'inventaire général du patrimoine culturel,,.